# Pipunculus babai
Pipunculus babai är en tvåvingeart som beskrevs av Morakote 1990. Pipunculus babai ingår i släktet Pipunculus och familjen ögonflugor. Inga underarter finns listade i Catalogue of Life.